# Isola del Principe Carlo
L'isola del Principe Carlo, (in inglese Prince Charles Island) è un'isola situata a sudovest dell'Isola di Baffin. Di bassa elevazione, ha una superficie di 9.521 km², cosa che la rende 78ª isola più estesa nel mondo, nonché la 19ª del Canada. Si trova nel Foxe Basin, al largo della costa occidentale dell'isola Baffin, nella regione di Qikiqtaaluk nel territorio di Nunavut, in Canada. L'isola è disabitata e le sue temperature sono estremamente basse, con escursioni termiche estreme.

## Storia
Nonostante la dimensione dell'isola, il primo registro di essa negli annali avvenne nel 1948, quando venne avvistata dall'aviatore Albert-Ernest Tomkinson che la sorvolava su un bombardiere Avro Lancaster della Royal Canadian Air Force, anche se era sicuramente nota agli indigeni Inuit da molto tempo. L'isola venne battezzata in onore del Principe Carlo Mountbatten-Windsor , re del Regno Unito dal 2022, nato nello stesso anno.

## Fonti
- Sea islands: Atlas of Canada; Natural Resources Canada, su atlas.nrcan.gc.ca. URL consultato il 1º ottobre 2008 (archiviato dall'url originale il 22 gennaio 2013).